# Lojze Špacapan
Lojze Špacapan (Luigi Spazzapan, Luis Spazzapan), slovensko-italijanski slikar, predstavnik abstraktne umetnosti in informalizma, * 18. april 1889, Gradišče ob Soči, † 18. februar 1958, Torino.
Njegova hči Nuša Lapajne je več njegovih del podarila Narodni galeriji v Ljubljani in Pilonovi galeriji v Ajdovščini, za kar je leta 2013 prejela častno priznanje Izidorja Cankarja.

## Mladost
Špacapan se je rodil v Gradišču ob Soči, v Avstro-Ogrskem cesarstvu, kot tretji od petih sinov Gustava Špacapana (poitalijančeno Giustino Spazzapan), zaporniškega stražarja, in Josipine Mervič (poitalijančeno Giuseppina Mervi).